# Кунгакбаш
Кунгакбаш (баш. Көнгәкбаш) — деревня в Кунгаковском сельсовете Аскинского района Республики Башкортостан.

## Население
| 2002 | 2009 | 2010 |
| ---- | ---- | ---- |
| 3    | ↘0   | ↗1   |

Согласно переписи 2002 года, преобладающая национальность — башкиры (100 %).

## Географическое положение
Расстояние до:
- районного центра (Аскино): 65 км,
- центра сельсовета (Кунгак): 5 км,
- ближайшей железнодорожной станции (Чернушка): 136 км.